# Chillingham Castle
Chillingham Castle är ett slott i Storbritannien.   Det ligger i grevskapet och kommunen Northumberland i riksdelen England, i den centrala delen av landet, 500 km norr om huvudstaden London. Chillingham Castle ligger 90 meter över havet.
Terrängen runt Chillingham Castle är platt åt nordost, men åt sydväst är den kuperad. Runt Chillingham Castle är det ganska glesbefolkat, med 29 invånare per kvadratkilometer. Närmaste större samhälle är Alnwick, 17,7 km sydost om Chillingham Castle. Trakten runt Chillingham Castle består i huvudsak av gräsmarker.